# Cá mút đá phương bắc
Cá mút đá phương bắc, Ichthyomyzon fossor, là một loài cá mút đá được tìm thấy ở Bắc Mỹ được tìm thấy khắp Ngũ Đại Hồ. Có dân số hạn chế trong lưu vực sông Mississippi.
Chúng là động vật dài, thon giống cá, thiếu hàm dưới, kết quả là một cái miệng quay xuống. Cơ thể của nó không có vảy. Cá mút đá có những đoạn cơ rõ ràng (myomeres) giữa mang và hậu môn, một vây lưng liền, một vây đuôi hình trái soan, một lỗ mũi duy nhất và bảy lỗ mang.